# Seznam krajev Unescove svetovne dediščine v Albaniji
Organizacija Združenih narodov za izobraževanje, znanost in kulturo (UNESCO) imenuje kraje svetovne dediščine, ki so pomembni kot svetovna naravna ali kulturna dediščina. Kraje svetovne dediščine ureja Unescova konvencija iz leta 1972. Albanija je Konvencijo za zaščito svetovne kulturne in naravne dediščine ratificirala 10. julija 1989.
Od leta 2019 so na Unescovem seznamu štiri mesta, na zeznamu kandidatov pa še štiri mesta. Na seznam je bil prvi vpisan Butrint na 16. zasedanju Unesca leta 1992. Gjirokastra je bila vpisana leta 2005 kot "Muzejsko mesto Gjirokastra". Leta 2008 je bil Gjirokastri dodan Berat pod skupnim imenom "Zgodovinski središči Berata in Gjirokastre". Leta 2017 sta bili na seznam vpisani regiji reka Gashi in Rrajcë kot del Prvobitnih bukovih gozdov Karpatov in drugih regij, ki si jih deli še enajst drugih držav. Leta 2019 je bila na seznam vpisana še Naravna in kulturna dediščina Ohrida. Slednja je bila v Severni Makedoniji na seznamu od leta 1979, z vpisom v Albaniji pa je bila razširjena še na albanski del obale Ohridskega jezera.

## Mesta svetovne dediščine
UNESCO uvršča mesta na Seznam svetovne dediščine po deset kriterijih. Vsako mesto mora ustrezati vsaj enemu kritetiju. Kriteriji od I do vi so  kulturni, kritetiji od vii do x pa naravni.
| Mesto                                                                             | Slika         | Lokacija (okraj)   | Leto vpisa | Referenčna številka in kriteriji | Opis |
| --------------------------------------------------------------------------------- | ------------- | ------------------ | ---------- | -------------------------------- | --- |
| Butrint                                                                           | Butrint       | Vlorë              | 1992       | 570; iii (kulturni)              | Butrint (latinsko Butrōtum) je bil antično grško in zatem rimsko mesto in sedež ene od poznorimskih škofij. Nekaj časa je bil opuščen in ponovno naseljen v bizantinskem obdobju. Kasneje je bil v posesti Anžuvincev in Benečanov. V srednjem veku je bil dokončno opuščen. Med pomembno zgodovinsko zapuščino spadajo grško gledališče, poznoantična krstilnica, bazilika iz 9. stoletja in utrdbe, grajene od obdobja grške kolonije do srednjega veka.                                                                                                |
| Zgodovinski središči Berata in Gjirokastre                                        | Berat         | Berat, Gjirokastra | 2005       | 569; iii, iv (kulturni)          | Berat in Gjirokastra sta vpisana kot redka primera arhitekture, značilne za osmansko obdobje. Berat izpričuje sobivanje različnih verskih in kulturnih skupnosti, ki je trajalo več stoletij. V mestu je grad, zgrajen večinoma v 13. stoletju, čeprav njegov začetek datira že v 4. stoletje pr. n. št. V citadeli je več bizantinskih cerkva, večinoma iz 13. stoletja, in več mošej iz 15. stoletja. V Gjirokastri je veliko dvonadstropnih hiš iz 17. stoletja, bazar, bazarska mošeja iz 18. stoletja in dve cerkvi iz istega obdobja.               |
| Starodavni prvobitni bukovi gozdovi Karpatov in drugih delov Evrope (razširitev)* | Lumi i Gashit | Kukës, Elbasan     | 2017       | 1133; ix (naravni)               | Ta večnacionalni vnos si delijo države Avstrija, Belgija, Bolgarija, Hrvaška, Nemčija, Italija, Romunija, Slovaška, Slovenija, Španija in Ukrajina. V Albaniji zajema porečje Gašija in Tropoje, severozahodno Albanijo ter stare bukove gozdove Rrajce in Perrenjasa v osrednji Albaniji. Gozdovi kažejo, kako so se bukovi sestoji širili po zadnji ledeni dobi v različnih okoljih. |
| Naravna in kulturna dediščina Ohridske regije*                                    |               | Korçë              | 2019       | i, iii, iv, vii (mešani)         | Severnomakedonski del Ohridskega jezera je bil na seznam vpisan leta 1979. Na območju okoli mesta Pogradec na obali Ohridskega jezera so bili v 5. stoletju pr. n. št. naseljeni Iliri. Njim so sledili Rimljani in Slovani. Sledovi rimske ceste Via Egnatia od Drača do Konstantinopla dokazujejo, kako pomembna je bila ohridska regija. Sledovi paleokrščanske cerkve v Linu in dva talna mozaika dokazujeta zelo zgodnjo prisotnost krščanstva. Zgodovinsko središče Pogradca je tipičen primer albanske ljudske arhitekture od 19. do 20. stoletja. |

## Seznam kandidatov
Države podpisnice konvencije lahko imajo tudi seznam kadidatov, ki po njihovem mnenju izpolnjujejo pogoje za vpis na Seznam krajev  svetovne dediščine. Nominacija je pogoj za vpis na Seznam krajev svetovne dediščine. Albanija je imela leta 2018 na seznamu kandidatov pet lokacij.
| Mesto                               | Slika | Lokacija (okraj) | Leto vpisa | Unescovi kriteriji  | Opis |
| ----------------------------------- | ----- | ---------------- | ---------- | ------------------- | --- |
| Amfiteater v Draču                  |       | Durrës           | 1996       | v (kulturni)        | Rimski amfiteater v Draču je največji na Balkanu. Ima eliptično obliko. Daljša os amfiteatra meri 136 m, visok pa je 20 m. V njem je dovolj prostora za 20.000 gledalcev. Po 4. stoletju n. št. ni več služil svojemu namenu in je bil postopoma zapuščen. Sistematična izkopavanja v njem in njegovi okolici so se začela leta 1966. |
| Kraljeve grobnice v Selca e Poshtme |       | Korçë            | 1996       | iii (kulturni)      | Ilirske grobnice so pri vasi Selca e Poshtme v bližini mesta Pogradec. Večina grobnic je iz 3. stoletja pr. n. št. in vklesanih v steno. Zgrajene so bile za ilirske kralje, v nekaterih pa so kasneje pokopavali tudi druge. |
| Starodavno mesto Apolonija          |       | Fier             | 2014       | ii, iii, x (mešani) | Apolonijo so ustanovili grški kolonisti s Krfa in iz Korinta verjetno v 6. stoletju pr. n. št. V 4. stoletju pr. n. št je bila cvetoče trgovsko in gospodarsko središče in eno od najpomembnejših mest v jadranskem bazenu. V rimskem obdobju je bila ena od vstopnih postaj na rimsko cesta Via Egnatia, ki je povezovala Jadransko in Egejsko morje. Skozi vso svojo zgodovino sta splošni razvoj in kultura obdržala popolnoma grški značaj, čeprav je bila tesno povezana z ilirskim zaledjem. V srednjem veku je bila zapuščena. |
| Grad v Baštovi                      |       | Tirana           | 2017       | iv (kulturni)       | Po podatkih v osmanskih virih so grad zgradili Benečani, da bi zavarovali svoje trgovske poti. Leta 1478 so za zasedli Osmani in ga dogradili. Grad je pravokotne oblike s stranicama 90 in 60 m ter ima tri vhode. Ohranjena sta dva okrogla in en pravokoten stolp. |